# Lưu Nhược Anh
Lưu Nhược Anh (tiếng Trung: 劉若英; sinh ngày 1 tháng 6 năm 1970) là nhạc sĩ, diễn viên, đạo diễn và nhà văn người Đài Loan.. Trong giới Sinophone, cô được biết đến nhiều hơn với nghệ danh "Trà Sữa".. Âm nhạc của cô thường tập trung vào những câu chuyện tình yêu và đã xây dựng hình ảnh xung quanh mình là một phụ nữ độc thân.  Cô được biết đến với tính cách phụ nữ độc thân trưởng thành, chuyên nghiệp, tiểu thư.
Cô đã xuất bản 20 album nhạc từ năm 1995 và tổ chức hàng trăm buổi hòa nhạc solo trên toàn thế giới.  Cô cũng đã có một sự nghiệp diễn xuất đáng chú ý, đã giành được nhiều giải thưởng khắp Châu Á bao gồm Nữ diễn viên chính xuất sắc nhất hai lần tại Liên hoan phim Châu Á - Thái Bình Dương.

## Sự nghiệp
Lưu Nhược Anh sinh tại Đài Bắc vào tháng 1 năm 1970. Cô được sinh trong một gia đình quân nhân ở Đài Loan, di cư từ Đại lục sau khi Quốc dân Đảng thất bại trong Nội chiến. Ông nội cô là Lưu Vịnh Nghiêu, một cựu quân nhân Quốc Dân Đảng, cấp bậc đại tướng, từng giữ chức thứ trưởng Bộ quốc phòng, và cũng từng là quyền bộ trưởng quốc phòng. Bố mẹ cô ly hôn khi cô còn nhỏ và cô lớn lên ở nhà ông bà. Ở trường đại học, Liu theo học Đại học Bang California và có bằng cử nhân âm nhạc. 
Sau khi trở về Đài Loan từ chuyến du học Mỹ, Lưu trở thành trợ lý của Bobby Chen, một nhà soạn nhạc, nhà sản xuất và ca sĩ nhạc pop.  Hai người bắt đầu làm việc cùng nhau để phát hành album của Lưu vào năm 1995, với Chen là nhà sản xuất âm nhạc của cô.
Năm 2012, Lưu đạo diễn bộ phim ngắn đầu tiên của cô, "Tình yêu không giới hạn", do cô viết, sản xuất, đạo diễn và đóng vai chính. Bộ phim được phát hành vào ngày 18 tháng 12 năm 2012 và câu chuyện kể về một người phụ nữ bắt đầu một chuyến đi lãng mạn đến Paris một mình, nội tâm và sự trưởng thành của cô ấy hướng tới sự hiểu biết về tình yêu khi đi du lịch. Đây là dự án đầu tiên cô hoàn thành một mình trong chuyến đi đến Paris vào năm 2010.
Năm 2018, Liu ra mắt công việc đạo diễn với bộ phim  Chúng ta của sau này ", câu chuyện kể về hai người lạ gặp nhau trên một chuyến tàu và yêu nhau.  Cuộc đấu tranh của họ dẫn đến chia tay, nhưng 10 năm sau, họ tái hợp và bắt đầu câu chuyện của mình. Chúng ta của sau này khởi đầu là một truyện ngắn do Rene Liu viết và cuối cùng được chuyển thể thành phim.  Bộ phim gốc của Netflix đã thành công rực rỡ tại phòng vé Trung Quốc, đưa Lưu Nhược Anh trở thành nữ đạo diễn có doanh thu cao nhất cho phim Trung Quốc. Phim trở thành phim Hoa ngữ có doanh thu cao thứ năm trong năm 2018, đạt doanh thu 157 triệu USD.